# Decatur (Nebraska)
Decatur es una villa ubicada en el condado de Burt en el estado estadounidense de Nebraska. En el Censo de 2010 tenía una población de 481 habitantes y una densidad poblacional de 206,58 personas por km².

## Geografía
Decatur se encuentra ubicada en las coordenadas 42°0′25″N 96°15′2″O / 42.00694, -96.25056. Según la Oficina del Censo de los Estados Unidos, Decatur tiene una superficie total de 2.33 km², de la cual 2.32 km² corresponden a tierra firme y (0.22%) 0.01 km² es agua.

## Demografía
Según el censo de 2010, había 481 personas residiendo en Decatur. La densidad de población era de 206,58 hab./km². De los 481 habitantes, Decatur estaba compuesto por el 88.98% blancos, el 0.62% eran afroamericanos, el 7.07% eran amerindios, el 0.21% eran asiáticos, el 0% eran isleños del Pacífico, el 1.04% eran de otras razas y el 2.08% pertenecían a dos o más razas. Del total de la población el 1.66% eran hispanos o latinos de cualquier raza.